# Раево (Пензенская область)
Раево — село Земетчинского района Пензенской области России, административный центр Раевского сельсовета.

## География
Село расположено на берегу реки Раевка в 13 км к юго-западу от райцентра посёлка Земетчино. 

## История
Основано Александром Львовичем Нарышкиным в начале XVIII века (до 1720 г.) на р. Раевке. По преданию, основано переселенцами-туляками. В 1779 году на средства помещика Андрея Нилова был построен деревянный, однопрестольный храм Успения Божией Матери. Клировые ведомости по церкви с. Раево за 1848 г. В конце XIX — начале XX века — волостной центр Моршанского уезда Тамбовской губернии. Перед отменой крепостного права в селе показано имение графини Софьи Львовны Шуваловой. В 1877 г. имелись церковь, 3 постоялых двора, в 1888 г. открыта школа. В 1881 г. у крестьян села на 273 двора имелось 1552 десятин надельной земли, 411 дес. брали в аренду, насчитывалось 505 рабочих лошадей, 267 коров, 1271 овца, 300 свиней, в 20-ти дворах занимались пчеловодством (278 ульев), 13 садов (816 деревьев); 59 грамотных мужчин и 6 женщин. В 1913 г. в селе земская и церковноприходская школы, казенное лесничество, агрономический участок (при нем опытно-показательное поле), потребительская лавка, кредитное товарищество, винная лавка.
С 1928 года село являлось центром Раевского сельсовета Земетчинского района Тамбовского округа Центрально-Чернозёмной области (с 1939 года — в составе Пензенской области). В 1934 г. – центр сельсовета, 552 двора, центральная усадьба колхозов «Победа», «Новая заря», «День урожая». В 1955 г. – центральная усадьба колхоза «Путь к коммунизма». В 1980-е гг. – центральная усадьба совхоза «Кировский».
На 1 января 2004 года на территории села действовало 253 хозяйства, 623 жителя.

## Население
| 1862  | 1877  | 1881  | 1897  | 1913  | 1926  | 1934  |
| ----- | ----- | ----- | ----- | ----- | ----- | ----- |
| 1392  | ↘1323 | ↗1890 | ↗2187 | ↗3114 | ↘3103 | ↘2804 |
| 1959  | 1979  | 1989  | 1996  | 2002  | 2010  |       |
| ↘1820 | ↘1046 | ↘783  | ↘696  | ↘668  | ↘545  |       |

## Инфраструктура
В селе имеются филиал МОУ Средняя общеобразовательная школа с. Салтыково в с. Раево, фельдшерско-акушерский пункт, дом культуры, отделение почтовой связи.

## Достопримечательности
В селе расположена действующая Церковь Космы и Дамиана (2008).